# 政治犯列表
這一列表列出目前或曾經被其所在國政府拘禁，並被國際多方認定為是政治犯的人士。

## A

### 昂山素姬
緬甸反對派領袖、全國民主聯盟秘書長昂山素姬於1990年至2010年期間一直被軟禁（1995年至2000年及2002年至2003年雖然被釋放，但被禁止離開），故反對緬甸軍政府者認為她是一名政治犯。

## G

### 聖雄甘地
甘地在追求印度獨立的領導公民的不服從期間，多次被英國殖民地政府拘禁。

## H

### 瓦茨拉夫·哈維爾
捷克作家、天鹅绒革命思想家與後任總統的哈維爾曾於1977年發表七七憲章後被捕，此後多次入獄及拘禁，直至1989年才獲釋。

## K

### 金大中
曾任大韓民國總統的金大中曾於1971年－1987年被南韓獨裁政權多次拘禁並判處死刑，被稱為「亞洲的曼德拉」，因此很多國際人士認定其為政治犯。

### 马丁·路德·金
美國著名非裔美國人民權運動領袖马丁·路德·金因在美國南方利用公民的不服從來抗議種族歧視法案，曾多次被南方各州政府逮捕，並被國際各方認為是政治犯。1968年遭暗殺。

## L

### 劉曉波
中華人民共和國著名作家、民運人士、2010年諾貝爾和平獎得主劉曉波曾經在中華人民共和國的遼寧省錦州監獄服刑，並被多個國際組織認定為政治犯，已於2017年逝世。

## M

### 納爾遜·曼德拉
後來成為南非總統的納爾遜·曼德拉在1940年代加入非洲人國民大會以來領導反種族隔離運動，並多次被捕後獲釋，直至1962年8月5日被捕後，於1964年被判終身監禁，囚禁在羅本島。國際一直要求釋放曼德拉，西方國家在後期對南非白人政府實行經濟和貿易制裁，而南非白人政府介入安哥拉內戰使其陷入國際孤立的狀態，其後1989年戴克勒克總統上任後，於1990年2月11日釋放曼德拉，結束長達28年的囚禁

## O

### 歐樹
中華人民共和國一名自1950年代起被關押，在2010年方才出獄的歐樹亦被一些媒體指為政治犯。

## R

### 任建宇
任建宇，重庆市彭水县大学生村官因为在腾讯微博和QQ空间复制、转发、评点一百多条所谓的“负面信息”，重庆市公安局以涉嫌“煽动颠覆国家政权罪”在2011年9月23日逮捕了任建宇，随后决定对其“劳动教养两年”。2012年9月19日，重庆市劳教委撤销了对任建宇劳教的决定，后任建宇被释放。

## S

### 施明德
曾任民主進步黨主席、立法委員的施明德在1962年至1990年台灣省戒嚴令期間，長期遭到中國國民黨一黨制的中華民國政府囚禁，直至1990年才被李登輝總統釋放。

## W

### 王江峰
王江峰，山东网民，在社交媒体上转发讽刺中共领导人“毛贼”和“习包子”的言论，2017年4月7日被招远市法院以“寻衅滋事罪”判刑两年。

### 黃之鋒
黃之鋒，香港公開大學學生，因2014年佔領公民廣場案被判監禁。

### 黃台仰
黃台仰，本土民主前線發起人，因2016年旺角警民衝突被特區當局通緝，2017年11月逃往德國尋求政治庇護，2018年獲德國政府批准庇護。